# Staatliche Versicherung der DDR

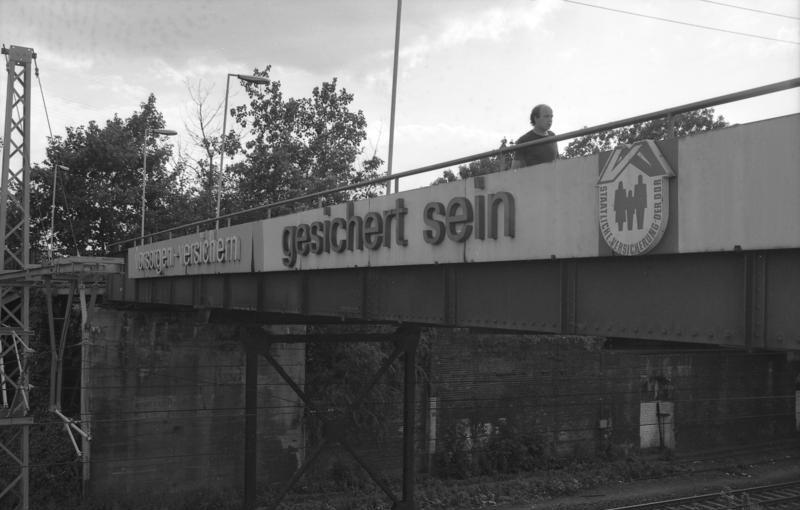
Das Motto „Vorsorgen - versichern - gesichert sein“ und das Emblem der Staatlichen Versicherung der DDR an einer S-Bahn-Brücke in Berlin, 1991

Die Staatliche Versicherung der DDR war eine staatliche Versicherungsanstalt in der Deutschen Demokratischen Republik (DDR) mit Sitz in Berlin und der einzige Versicherer in der DDR für Privatkunden.

## Geschichte

### Entstehung
Ab 1945 war die Fortsetzung der Arbeit für die in der Sowjetischen Besatzungszone Deutschlands tätigen Versicherungsunternehmen durch den Befehl Nr. 01 der Sowjetischen Militäradministration in Deutschland (SMAD) verboten. An ihre Stelle traten staatliche Versicherungsanstalten. Die privaten Versicherungsgesellschaften verlegten demzufolge ihre Hauptsitze in die westlichen Besatzungszonen, wo sie ihre Arbeit fortsetzen konnten. 1945 erfolgte in der SBZ der Aufbau von öffentlich-rechtlichen Landesversicherungsanstalten in den Ländern Sachsen und Thüringen sowie in den Provinzen Brandenburg, Mecklenburg-Vorpommern und Sachsen-Anhalt.
Aus diesen fünf Landesversicherungsanstalten wurde im Jahre 1952 die „Deutsche Versicherungs-Anstalt“ (DVA) gegründet. Die Zuständigkeit für die Sozialversicherung der Bauern, Handwerker, selbständigen Erwerbstätigen, Unternehmer und Freiberufler wurde 1956 ebenfalls auf die DVA übertragen. Im Jahre 1969 fusionierten die DVA und die Vereinigte Großberliner Versicherungsanstalt, die als staatlicher Versicherer für Ost-Berlin fungierte, zur „Staatlichen Versicherung der DDR“ (SV).
Mit der friedlichen Revolution kam es zur Auflösung der SV, indem 1990 die „Staatliche Versicherung der DDR in Abwicklung“ gegründet wurde. Die neu gebildeten „Deutschen Versicherungs-AG“ und der „Deutschen Lebensversicherungs-AG“ gingen 1998 in der Allianz-Versicherungs AG in München auf. Die Auflösung der „SV in Abwicklung“ zum 31. Dezember 2007 markierte das endgültige Ende der Staatlichen Versicherung der DDR.
Das Emblem der SV bestand aus einer stilisierten dreiköpfigen Familie unter einem schützenden Dach, das aus dem Buchstaben „V“ und seinem Spiegelbild gebildet war.

### Zuständigkeit
Die Staatliche Versicherung der DDR war zuständig für Versicherungen in Bezug auf Gebäude wie beispielsweise Hausratversicherungen, für die Absicherung privater Haftpflichtrisiken, für Lebensversicherungen und Unfallversicherungen sowie für Kfz-Haftpflicht- und Kaskoversicherungen. Darüber hinaus oblag ihr die soziale Absicherung einschließlich der Krankenversicherung von selbständigen Unternehmern, von freiberuflich tätigen Personen mit Ausnahmen der ärztlichen Berufe sowie von Mitgliedern Landwirtschaftlicher Produktionsgenossenschaften (LPG) und Produktionsgenossenschaften des Handwerks (PGH). Damit war sie im Bereich der Sozialversicherung für rund zehn Prozent der DDR-Bevölkerung zuständig, während die Kranken- und Rentenversicherung für Arbeiter und Angestellte in Form der Sozialversicherung des Freien Deutschen Gewerkschaftsbunds organisiert war. Weitere Aufgabenbereiche der Staatlichen Versicherung der DDR waren unter anderem Zusatzrentenversicherungen sowie die Regulierung von Schadensersatzansprüchen im staatlichen Gesundheitswesen.

### Rechtsnachfolge

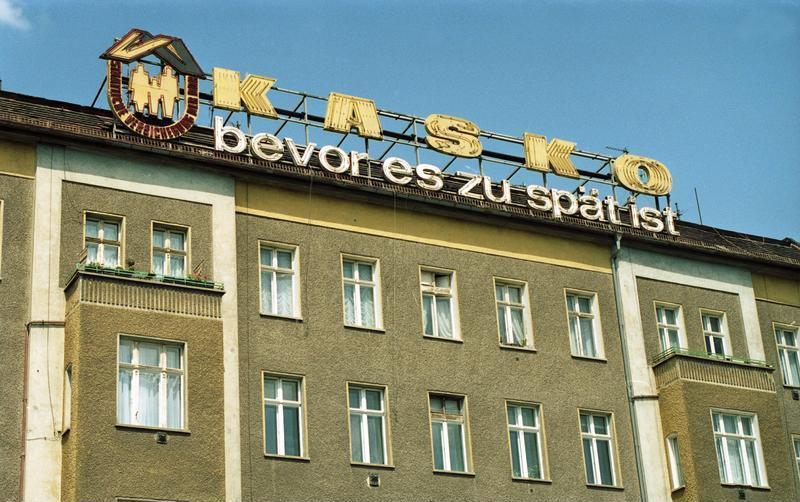
Werbung für die Kaskoversicherung der Staatlichen Versicherung der DDR auf einem Wohnhaus in Berlin, 1991

Nach der Wiedervereinigung Deutschlands im Jahr 1990 wurden die Rechte und Pflichten der Staatlichen Versicherung der DDR auf eine rechtsfähige Anstalt des öffentlichen Rechts mit dem Namen „Staatliche Versicherung der DDR in Abwicklung“ (SinA) übertragen, die dem Bundesministerium der Finanzen unterstand. Das Privatkundengeschäft wurde in Form der Deutschen Versicherungs-AG und der Deutschen Lebensversicherungs-AG privatisiert, die beide 1990 von der Allianz AG übernommen wurden. Dabei war die Allianz bereits im Frühjahr 1990 trotz Auffassung, es handle sich nicht um einen anmeldepflichtigen Beteiligungserwerb, bezüglich der geplanten Übernahme an das Bundeskartellamt herangetreten. Dieses bestätigte die Einschätzung, so dass im Juli trotz wettbewerblicher Bedenken aus übergeordneten Gemeinwohlgründen die Übernahme der Mehrheit an den Unternehmen freigegeben wurde. Später wurden die Anteile bis zur Komplettübernahme aufgestockt. Für die Allianz, die dadurch zum Marktführer in den ostdeutschen Bundesländern wurde, bedeutete dies nach dem Oderhochwasser 1997 und dem Elbehochwasser 2002 allerdings auch außergewöhnlich hohe finanzielle Belastungen, da mit den zu DDR-Zeiten abgeschlossenen Versicherungsverträgen auch Hochwasserschäden an Gebäuden versichert sind.
Das Gebäude, in dem die Staatliche Versicherung der DDR ihren Hauptsitz hatte, fungiert als Berliner Landesvertretung des Freistaates Sachsen beim Bund. Die SinA wurde mit dem „Gesetz über die Auflösung der Staatlichen Versicherung der Deutschen Demokratischen Republik in Abwicklung“ vom 29. August 2005 zum 31. Dezember 2007 aufgelöst. Für die Abwicklung noch nicht erledigter Schadensfälle ist seit dem 1. Januar 2008 die Finanzierungs- und Beratungsgesellschaft mbH der Kreditanstalt für Wiederaufbau (KfW) zuständig, wodurch die KfW als Rechtsnachfolgerin der SinA deren Rechte und Pflichten übernommen hat. Es wird geschätzt, dass die letzten noch ausstehenden Fälle, deren Zahl im Jahr 2008 bei etwa 2000 lag, erst nach dem Jahr 2050 reguliert werden können. Dabei handelt es sich vor allem um Ärztehaftpflichtschäden für Geburtsfehler bei Personen, die im ersten Halbjahr 1990 in der DDR geboren wurden.